# Листи до М. 4
«Листи до М. 4» (пол. Listy do M. 4) — польська романтична кінокомедія, 2020 року випуску. Фільм є продовженням фільму Томаша Конецького «Листи до М. 3» 2017 року.

## Вихід стрічки
Прем'єра фільму відбулася 1 лютого 2021 року на «player.pl». Спочатку фільм мав вийти в кінотеатрах 4 листопада 2020 року, але через другу хвилю коронавірусу його зняли з кінопрокату

## Сюжет
Під час Святвечора може статися що завгодно! Несподівана закоханість, розірвані заручини чи незапланована зустріч змусять героїв переосмислити, що для них означає кохання. Світи Мела, Степана, Каріни та Войцеха знову перевернуться з ніг на голову... Між Кароліною та Філіпом з'явиться нова жінка, а Рудольфом заволодіє минуле. За цей час навіть сором'язливий інтроверт вийде назовні, а бунтівний невдаха виявиться музичним діамантом. Різдво — це магія, варто лише дати їй шанс!

## В ролях
| Актор                   | Роль                    |
| ----------------------- | ----------------------- |
| Томаш Каролак           | Мельхіор «Мел Ґібсон»   |
| Пьотр Адамчик           | Степан Лісецький        |
| Агнешка Дигант          | Каріна Лісецька         |
| Ізабела Куна            | Агата                   |
| Магдалена Ружка         | Кароліна                |
| Борис Шиць              | Філіп                   |
| Войцех Малайкат         | Войцех                  |
| Данута Стенька          | Рудольф                 |
| Матеуш Вінек            | Казік                   |
| Вероніка Вачовська      | Дуся                    |
| Магдалена Бочарська     | Дагмара                 |
| Ванесса Александер      | Моніка                  |
| Matylda Radosz          | Амелія                  |
| Цезарій Пазура          | Арек                    |
| Рафал Заверуха          | Стефан                  |
| Міхал Зелінський        | Ігор                    |
| Барбара Вжесінська      | Корнелія                |
| Станіслав Брудний       | Антоні                  |
| Януш Чабіор             | Лучек                   |
| Моніка Пікула           | Юстина Влодарчик        |
| Бартломей Новосельський | Зигмунт                 |
| Павло Бурчик            | Рафал                   |
| Анна Смоловик           | Емілія                  |
| Ерик Любош              | Збишек                  |
| Йоанна Куровська        | Йола                    |
| Павло Оконський         | Кшиштоф                 |
| Цезарій Косинський      | бос Кароліни            |
| Роберт Вабіч            | муніципальний поліціянт |
| Магдалина Смаляра       | муніципальний поліціянт |